# Sprengbagger 1010
Sprengbagger 1010 (gesprochen „Sprengbagger tausendzehn“) ist ein 1929 uraufgeführter deutscher Stummfilm des Regisseurs Carl Ludwig Achaz-Duisberg.

## Handlung
Der Ingenieur Karl Hartmann entwickelt einen neuen Braunkohlebagger. Bei einem Kurzurlaub in seinem Heimatort entdeckt er ein Braunkohlevorkommen und beschließt, den Bagger dort einzusetzen. Direktor March, Leiter der Carolinenwerke, kauft die Flächen auf, während Hartmann die Fertigung des neuen Baggers zu Ende bringt. Es gibt jedoch auch Widerstände: Hartmanns Verlobte, die Gutsherrin Camilla, die das persönliche Glück in Gefahr sieht, und Hartmanns Mutter, welche die Zerstörung der Landschaft und den Verlust der Identität befürchtet. Letztlich räumen Direktor March und Ingenieur Hartmann alle Widerstände aus dem Weg, so dass die Förderung der Braunkohle beginnen kann. Besonders Hartmann zahlt hierfür aber einen hohen Preis: Seine Mutter kommt bei einem Brand in der heimischen Mühle ums Leben und er entfremdet sich von seiner Verlobten. Diese stirbt durch eine Sprengung, bei der ein Berghang, ein vermeintlich sicherer Beobachtungspunkt, einstürzt. Letztlich ist das Tal geräumt und die Braunkohle wird gefördert. Der Film endet mit einem Blick auf eine neu entstandene Fabrik an der Stelle, wo vorher Hartmanns Heimatdorf lag.

## Produktionsnotizen
Der von Mai bis Oktober 1929 gedrehte Film wurde laut Vorspann am 30. November 1929, gemäß Filmportal am 25. November 1929 uraufgeführt. Er hatte dabei eine Länge von 2712 Metern (etwa 132 Minuten Spieldauer), wurde jedoch kurz danach um etwa 45 Minuten gekürzt. Vom Film existierte nur eine einzige Kopie dieser gekürzten Fassung im Berliner Filmarchiv des Bundesarchivs, die 2010 vom ZDF und ARTE digital restauriert wurde und im März 2011 im Essener Weltkulturerbe Zeche Zollverein zum ersten Mal nach über 80 Jahren aufgeführt wurde.
Die Filmbauten entwarf Andrej Andrejew, die Aufnahmeleitung hatte Erich Holder, die Produktionsleitung Hans von Wolzogen.

## Musik
Die Originalpartitur der Filmmusik von Walter Gronostay blieb komplett erhalten und befand sich im Archiv der Berliner Akademie der Künste. Gronostay komponierte die Musik für ein klassisches Kammerorchester, experimentierte aber auch mit den Klängen von Gasflaschen, Werkssirenen und einem achtköpfigen Sprechchor.
Der Mainzer Komponist Bernd Thewes richtete diese Partitur im Auftrag von ZDF und ARTE auf die überarbeitete Filmfassung ein. Das WDR Rundfunkorchester Köln spielte die Musik dann unter der Leitung von Titus Engel neu ein.

## Kritiken
Der Film erhielt überwiegend negative Kritiken. Nachfolgend eine kleine Auswahl:

„Ein großes Thema, das C. L. Achaz-Duisberg in diesem seinem ersten Film darstellen wollte: die Industrialisierung des Landes. (...) Gewiß, der Anfang des Films, die Aufnahmen aus den Leuna-Werken, sind großartig, auch vorzüglich photographiert. Man sieht zum erstenmal in solcher Geschlossenheit und Eigengesetzlichkeit eine ungeheure Maschinenwelt, bestimmt, einem neu herausziehenden Zeitalter Gesicht und Ausdruck zu geben. Aber dieser Anfang steht beziehungslos innerhalb des Ganzen, er ist nur gut als 20 Minuten dauernder Industrie- und Maschinenfilm. Allenfalls hat der Übergang zur naturhaften Welt des Landes von hier aus noch zwingende Kontrastwirkungen. (...) Aber der Regisseur Achaz-Duisberg hat sich an einer Aufgabe übernommen, der er nicht gewachsen war. Denn seine Einsicht in Zeitprobleme wird nutzlos durch die Verkehrtheit ihrer Darstellung.“

„Die gute Absicht und der gute Wille seien Achaz zugestanden, der seinen ersten Film machte. Technisch ist hier schon manches gelungen, die Aufnahmen vom Leuna-Werk geben, wenn sie auch nicht immer gut geschnitten sind, ein impressionistisches Abbild dieses gigantischen Betriebes. Leider begnügt sich Achaz damit nicht, sondern wälzt vor unseren entsetzten Augen eine Handlung über die Leinwand, die man sich schließlich nur deshalb bis zu Ende ansah, weil ihr Inhalt doch wohl nur die entwaffnende Naivität und die infantile Weltfremdheit des Manuskriptdichters und des Regisseurs widerspiegelt und nicht etwa eine bewußt tendenziöse Einstellung. Aber die Fabel selbst würde man schließlich noch gelten lassen, nur die Durchführung ist schlimm. Da stimmt keine Einzelheit, weder psychologisch noch tatsächlich.“

„Sprengbagger 1010 (...) ist der ebenso kostspielige wie filmfremde Kurbelversuch eines Regieamateurs, Carl-Ludwig Achaz, der das großartige Material, das ihm aus den Fabriken und Betriebsanlagen der Leuna-Werke zur Verfügung gestellt wurde, zu einer planlos umherirrenden Russenkopie ausbeutet. Gezeigt sollte werden, wie der Großgrundbesitz von der Großindustrie, die Agrarwirtschaft von der Maschine, der Bauer vom Fabrikarbeiter verdrängt wird. Statt dessen sieht man eine romantisch verdünnte Eifersuchtsgeschichte rund um den majestätisch stampfenden „Sprengbagger 1010“, eine ins Technische versetzte Courths-Mahler-Apotheose, die zwischen wahllos durcheinanderkopierten Maschinenbildern einen Schauspieler vom Range Heinrich Georges für ihre privaten Liebhabereien bemüht. Die erschreckend äußerliche, mit akustischen Spielereien überladene Begleitmusik Gronostays ist kaum geeignet, den Begriff der „Neuen Kinomusik“ wesentlich zu klären.“

„Die Musik von Gronostay. Im ganzen weit anregender als der Film. Vieles schon dagewesen. Vieles auch schon wieder auf gestern modernen Gleisen. Seit Meisel wurde kein entschlossener Vorstoß für die Modernisierung der Filmbegleitung gewagt. Gronostay kann ja schließlich nur ins Akustische transponieren, was die Bildvorgänge ihm erlauben. In den wesentlichen Partien, namentlich gerade da, wo der Film ein längeres ausspinnen der Orchesterideen gestattet, hat sich der im Funk so bewährte Gronostay als schöpferischer Illustrator erwiesen. (...) Der größte Reiz der Musik liegt in der Instrumentation, durch den Verzicht Gronostays auf den üblichen Symphoniebrei.“